# Nidavellir
Dans la mythologie nordique, Nidavellir ou Niðavellir, également appelé Myrkheim, désigne le monde des nains. 
Parfois, Nidavellir et Svartalfheim sont considérés comme un seul et même monde.

## Étymologie
Niðavellir, francisé en Nidavellir, est un composé probable du vieux norrois Nið, signifiant « nouvelle lune », « le déclin de la lune » (peut-être lié à niðr- « vers le bas ») et de vellir (pluriel de völlr), signifiant « champs ». Niðavellir pourrait ainsi se traduire par « champs sombres », « champs en pentes descendantes »[réf. nécessaire].
Myrkheim (ou Myrkheimr) quant à lui vient du vieux norrois myrkr, signifiant « ténèbres » et de heimr, signifiant « la maison ». Il peut donc se traduire par « le monde des ténèbres », « la demeure sombre »,.

## Dans laVöluspá
Nidavellir est mentionné dans la Völuspá : « Stóð fyr norðan, / á Niðavöllom / salr úr gulli / Sindra ættar » (Se tenait au nord, / un champ sombre / des salles d'or / le clan de Sindri)[réf. nécessaire]. 
Une interprétation du verset ci-dessus se lirait comme ceci : « Avant d'atteindre le nord (Niflheim étant le monde le plus au nord), Une demeure sombre se dresse (Le monde nain), Dans les salles d'or, la lignée de Sindri vit »[réf. nécessaire].
Sindri était un nain célèbre. Et ættar signifie lignée ou, dans ce cas, très probablement parent ou tribu[réf. nécessaire].

## Nidavellir et Svartalfheim
Niðavellir a souvent été interprété comme l'un des neuf mondes de la légende nordique. Le problème est que Nidavellir et Svartalfheim sont tous deux mentionnés, et il n'est pas clair si le sixième monde est un monde de nains ou un monde d'elfes noirs[réf. nécessaire].
Le monde des nains est mentionné dans l'Edda de Snorri Sturluson sous le nom de Svartálfaheimr[réf. nécessaire]. 

## Dans la culture populaire
- Dans Avengers : Infinity War, Thor forge sa nouvelle arme après avoir brisé son marteau sur Nidavellir. C'est là-bas d'ailleurs qu'est le monde des Nains dans l'univers cinématographique Marvel, fidèlement à la mythologie. Mais dans ces films les Nains sont éradiqués par Thanos.
- Le jeu vidéo de rôle tactique Fire Emblem Heroes contient un monde appelé Niðavellir, le royaume de Dvergar, car le jeu tire de nombreux éléments de la mythologie nordique.
- Dans les jeux vidéos God of War et God of War Ragnarök, Niðavellir est le monde des nains, l'un des neuf royaumes de l'Arbre Monde dans lesquels se déroule l'histoire, ainsi que le nom de sa capitale. Toutefois, le royaume est couramment appelé Svartalfheim, nom donné par des ases ayant fait la confusion entre les nains et les elfes noirs.